# William Brouncker
William Brouncker, né à Castle Lyons (Irlande) en 1620 et décédé à Westminster en 1684, est un linguiste et mathématicien anglais.
Le vicomte William Brouncker, plus connu de nos jours sous le nom de Lord Brouncker, obtient un doctorat de philosophie à l'université d'Oxford en 1647. Il est l'un des fondateurs et le premier président de la Royal Society, en 1660. En 1662, il devient chancelier de la reine Catherine, puis maître de l'hôpital Sainte-Catherine. Ses travaux mathématiques portent en particulier sur la rectification (mesure des longueurs) de la parabole et de la cycloïde ainsi que sur la quadrature (mesure des aires) de l'hyperbole. Il est le premier, en Angleterre, à s'intéresser aux fractions continues généralisées.

## Formule de Brouncker
En 1655, Brouncker communique sans démonstration à son ami Wallis un développement de 4/π dont la forme est d'une nouveauté déroutante. Ce dernier l'intègre aussitôt à son ouvrage, avec une tentative de justification. Depuis, de nombreuses représentations en fractions continues généralisées de kπ, k/π et k/(π2 – n) ont été obtenues.
Le développement de Brouncker est :
Les valeurs de ses réduites sont :
- {\displaystyle 1+{1^{2} \over 2}={3 \over 2}}

- {\displaystyle {1+{1^{2} \over 2+{3^{2} \over 2}}}={15 \over 13}}

- {\displaystyle {1+{1^{2} \over 2+{3^{2} \over 2+{5^{2} \over 2}}}}={105 \over 76}}
- etc.

et sont exactement les inverses des sommes partielles de la formule de Leibniz :
{\displaystyle {\pi  \over 4}=1-{1 \over 3}+{1 \over 5}-{1 \over 7}+...}
- {\displaystyle 1-{1 \over 3}={2 \over 3}}

- {\displaystyle 1-{1 \over 3}+{1 \over 5}={13 \over 15}}

- {\displaystyle 1-{1 \over 3}+{1 \over 5}-{1 \over 7}={76 \over 105}}
- etc.